# Stanislav Lunin
Stanislav Lunin (Öskemen, 2 de mayo de 1993-2 de junio de 2021) fue un futbolista kazajo que jugaba en la demarcación de lateral derecho. Falleció el 2 de junio de 2021 tras sufrir un paro cardiorrespiratorio.

## Selección nacional
Tras jugar en varias categorías inferiores de la selección, finalmente hizo su debut con la selección de fútbol de Kazajistán en un partido amistoso contra Hungría que finalizó con un resultado de 3-0 tras los goles de Tamás Priskin, Roland Varga y un autogol de Konstantin Engel.

## Clubes
| Club                  | País       | Año       | Partidos | Goles |
| --------------------- | ---------- | --------- | -------- | ----- |
| FC Vostok             | Kazajistán | 2011      | 17       | 3     |
| FC Shakhter Karagandy | Kazajistán | 2012-2014 | 53       | 3     |
| FC Kairat             | Kazajistán | 2014-2018 | 93       | 3     |
| FC Irtysh Pavlodar    | Kazajistán | 2019      | 5        | 1     |
| FC Shakhter Karagandy | Kazajistán | 2019      | 4        | 0     |